# رعنا
رعنا نامی کوچک برای زنان است که به معنای خوش اندام و بلندقامت می باشد . افراد شاخص با این نام از این قراراند:
- رعنا آزادی‌ور، (زاده ۱۷ فروردین ۱۳۶۲) بازیگر ایرانی است.
- رعنا فرحان، خواننده ایرانی در سبک موسیقی جاز و بلوز است.
- رعنا فروهر، روزنامه‌نگار ایرانی‌الاصل آمریکایی
- رعنا حکیمی‌فرد، شطرنج‌باز نوجوان ایرانی